# イオン小松店
イオン小松店（イオンこまつてん）は、石川県小松市に所在するイオンリテール株式会社が運営する総合スーパーである。ジャスコ時代のSC名称は「ジャスコブロードタウン新小松」であった。

## 概要
施設は2階建で、1階と2階は店舗、屋上は駐車場である。
2011年3月1日、イオングループの再編によって「ジャスコ新小松店」から「イオン小松店」に変更された。このとき店名から「新」が取れている。
2017年3月24日にはおおよそ南方4kmの位置にイオンモール新小松が開店したが、近隣地区に店舗が併存している。

## 交通アクセス
- 自動車
  - 国道305号長田南交差点西側
  - 国道8号小松バイパス小杉インターから西へ2分
- 公共交通機関
  - 小松市コミュニティバス「ブルーこまち」・「オレンジこまち」にて「ショッピングセンター」バス停留所下車すぐ
  - 北鉄白山バス佐野線にて「平面（ひらおもて）」バス停留所下車、徒歩約5分
  - 西日本旅客鉄道（JR西日本）北陸本線にて明峰駅下車、徒歩約21分